# Karetní magie

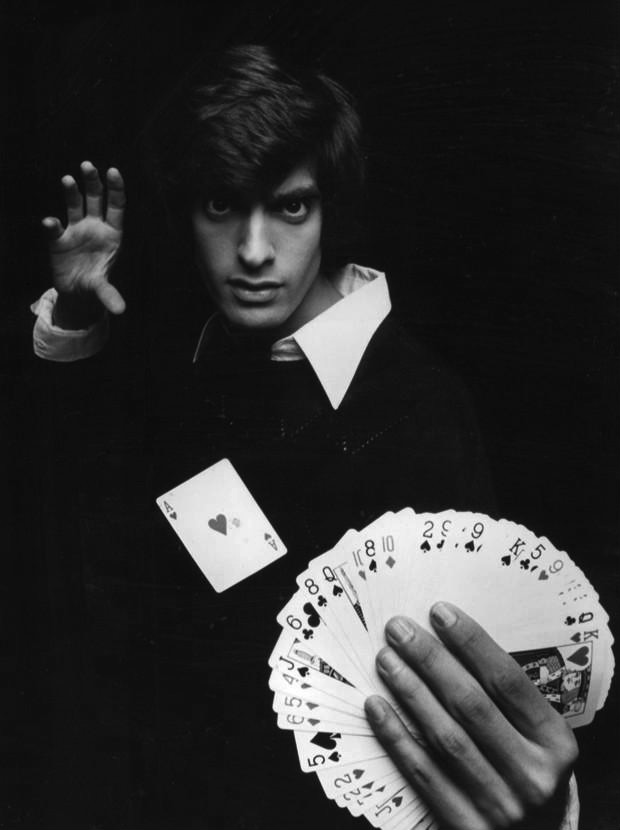
David Copperfield, americký kouzelník a iluzionista

Karetní magie (nebo karetní kouzelnictví) je odvětví kouzelnictví, při kterém kouzelníci k uskutečnění svých efektů používají hrací karty. Karetní magie se vyskytuje v řadě kouzelnických představení, jako jsou mikromagie, salonní magie nebo pouliční magie.
Hrací karty se staly mezi kouzelníky populárními v průběhu 20. století, protože se jednalo o pomůcky, které nebyly drahé, ale zato všestranné a snadno ovládnutelné. Přestože kouzelníci od té doby vytvořili a předvedli nesčetné množství karetních iluzí (někdy označované jako karetní triky nebo karetní efekty), všechny se skládají z přibližně jednoho sta základních principů, technik a manipulací.
Vznik karetní magie se datuje až do dob, kdy byly hrací karty všeobecně rozšířeny, tj. do druhé poloviny čtrnáctého století, ale její historie v tomto období je nezdokumentována. Avšak jak mnoho jiných předmětů a objektů převzali kouzelníci jako svoje pomůcky, tak i hrací karty jimi byli rychle rozšířeny po celém světě. Odvozeným uměním jsou potom karetní manipulace, při nichž se jedná o kouzelnické efekty založené pouze na zručnosti kouzelníka. Karetní triky při manipulacích jsou zaměřené i na optický vjem a tak mohou být přirovnány k žonglování.

## Druhy karetních triků
Karetní triky lze roztřídit do několika základních kategorií, ať už podle náročnosti, nebo podle přístupu:

### Matematické (bez přípravy)
Matematické karetní triky jsou veřejnosti asi nejbližším druhem karetního kouzelnictví. Většina triků totiž funguje sama od sebe, není zapotřebí nijakého zvláštního úsilí nebo zkušeností. Dobrovolník si většinou vybírá nějaké číslo a kartu, figuruje zde mnoho odečítání a sčítání. Většina triků je také snadno odhalitelná, a tak se profesionální kouzelníci tomuto typu kouzel raději vyhýbají.

### Matematické (s přípravou)
Zde obvykle figuruje určitým způsobem seřazený sled karet, jejichž hodnoty mají jistý vliv na průběh triku. Karty musí být předem připraveny, což do značné míry znesnadňuje předvedení triku okamžitě a přirozeně.

### Profesionální (bez přípravy)
Profesionální kouzla vyžadují jistou zručnost a také schopnost odpoutat pozornost diváků. Většinou může být použit libovolný, klidně i zapůjčený balíček karet. Kouzelníci musí umět různé zvláštní, pro diváka neviditelné pohyby (double lift, glide), kouzla jsou komplikovanější a promyšlenější. Tento typ kouzel je samozřejmě nejrozšířenější.

### Profesionální (s přípravou)
Může se jednat o triky podobné předchozí kategorii s tím rozdílem, že některé karty mohou být připraveny na zvláštní pozice. V mnoha případech se také používají speciální pomůcky, značené karty, karty s falešnými růžky, dvoustranně natištěné karty a podobně.

## Známí karetní kouzelníci
- Guy Hollingworth
- Cardini
- Robert Houdini
- Ricky Jay
- Ed Marlo (Edward Malkowski)
- Jeff McBride
- Juan Tamariz
- Bill Malone
- Jerry Sadowitz
- T. Nelson Downs